# Etrigan
O Demônio é um super-herói e anti-herói presente nas histórias em quadrinhos publicadas pela DC Comics. Criado por Jack Kirby, o personagem-título, chamado Etrigan, é um demônio do Inferno que, apesar de suas tendências violentas, geralmente se alia às forças do bem, principalmente por causa da aliança entre o panteão do Universo DC e Jason Blood, um humano a quem Etrigan está vinculado. Etrigan é uma criatura humanoide musculosa com a pele de cor laranja ou amarela, chifres, olhos vermelhos e orelhas pontudas, que frequentemente faz o uso de rimas. O personagem residia originalmente em Gotham City, levando a inúmeras aventuras ao lado de Batman.
Etrigan foi inspirado em uma história em quadrinhos do Príncipe Valente onde o personagem-título aparece vestido como um demônio. Kirby deu a sua criação a mesma aparência que a máscara de Valente.

## História da publicação
Jack Kirby criou o personagem em 1972 quando os títulos do Quarto Mundo foram cancelados. Conforme Mark Evanier, Kirby não tinha interesse em quadrinhos de terror, mas criou Etrigan devido a um clamor da DC por um personagem do gênero. O sucesso de vendas da primeira edição foi tamanho que obrigou Kirby a permanecer à frente do título obrigando-o a abandonar os títulos do Quarto Mundo, fato que causou irritação no autor.
Embora sua primeira revista em quadrinhos tenha durado pouco e a segunda cancelada após cinco anos, Etrigan continua a ser um personagem de apelo popular atuando de maneira ocasional. Dentre as suas aparições podemos citar as ocorridas em Sandman de Neil Gaiman, bem como histórias ao lado do Monstro do Pântano de Alan Moore e do Arqueiro Verde de Kevin Smith e minisséries como Odisseia Cósmica de Jim Starlin e Mike Mignola.

## Biografia do personagem

### Pré e pós-Crise
Etrigan, filho do demônio Belial, é convocado por seu meio-irmão Merlin. Incapaz de extrair os segredos da criatura, o mago vincula o demônio a Jason Blood, um cavaleiro que servia o Rei Arthur em Camelot. Tal união faz de Jason um imortal embora ele considere tal fato ora uma penitência, ora uma maldição.
Séculos mais tarde, Jason Blood ressurge nos tempos atuais como um respeitado demonologista em Gotham City. Nessa condição é chamado para a cripta de Merlin e descobre um poema que o transforma em Etrigan. Infelizmente, ele é seguido por Morgana Le Fay, uma inimiga que anseia pelos segredos de Merlin. Como resultado acontece a primeira grande batalha contra Etrigan. Ao longo dos anos, o demônio vive um conflito entre seguir seus próprios caprichos e a diretriz de Jason Blood em usar seus dons malignos para o bem. Algum tempo depois de sua primeira aparição, Etrigan começa a falar em rima devido a uma promoção obtida nos círculos infernais.
Após o nascimento de sua filha, Jason Blood decidiu destruir Etrigan e contratou assassino metahumano Tommy Monaghan para ajudá-lo. Depois de uma batalha contra Merlin e Etrigan, os dois resgataram o bebê e Blood foi capaz de roubar o coração do demônio e assim submeter Etrigan aos seus desígnios. No entanto, ao final da batalha para ganhar o coração do demônio, Jason deixou a criança, Kathryn Marcos, com sua mãe, Glenda Mark. Antes de partir ele pediu: "Cuide de nossa filha, Glenda. Eu acho que será melhor se ela nunca souber sobre seu pai."
Quando a Liga da Justiça desaparece na tentativa de resgatar Aquaman do passado o programa de recrutamento de Batman seleciona uma equipe substituta após a "dissolução cataclísmica" da antiga e a nova formação teve Jason Blood como especialista em magia. Hesitante, ele aceita o encargo após Batman, numa gravação, afirmar que os talentos do mago eram necessários e que as chaves da Torre de Vigilância jamais seriam entregues ao demônio Etrigan se não houvesse um plano para mantê-lo sob controle e assim a primeira missão de Blood como feiticeiro residente foi reforçar as defesas místicas da estrutura. Durante a subsequente batalha contra Gamemnae ele se sacrificou para libertar Zatanna do controle da vilã atlante e permaneceu inerte até que a telepatia do Caçador de Marte o despertou e assim Jason Blood invocou Etrigan que, graças à intervenção de Devota, auxiliou os heróis na batalha contra a responsável pela Era Obsidiana. Após a vitória, o posto de membro místico da Liga da Justiça foi entregue por Jason Blood ao Corvo Manitu, cuja versão futura auxiliou os mocinhos antes de descansar em paz.

### O poema
O poema que libera Etrigan da forma humana de Jason Blood tem sido apresentado em diversas versões. Em português, uma das mais fiéis ao original foi publicada pela Editora Abril (Brasil), com as seguintes palavras:
"Transforma-te, homem, transforma-te!
Abandone as impurezas da carne,
Pois no peito de fogo o coração arde!
Abandone a forma humana, vilã!
Erga-se o demônio Etrigan!"
No desenho Liga da Justiça Sem Limite, a seguinte poema é recitado na transformação:
"Queime, queime forma humana, o demônio interno assim comanda, liberte o poderoso Etrigan."
No Original, as palavras são:
"Change! Change, oh form of man!
Release the might from fleshy mire!
Boil the blood in heart of fire!
Gone! Gone! -- the form of man --
Rise, the Demon Etrigan!!"

## Poderes e habilidades

### Etrigan
Mesmo entre os demônios, Etrigan é considerado extremamente poderoso. Sua força (misticamente reforçada) atinge níveis sobre-humanos a ponto de enfrentar de igual para igual pesos-pesados como Superman, Mulher-Maravilha e Lobo. Extremamente resistente a lesões, ele pode projetar fogo do inferno de seu corpo; geralmente a partir de sua boca e tem grande conhecimento sobre magia. Outros poderes incluem presas, garras e sentidos misticamente aprimorados, velocidade sobre-humana, agilidade, telepatia, rajadas de energia, e precognição. Sua natureza sadomasoquista permite desfrutar da dor como se fosse prazer, fazendo-o geralmente sem vincos no rosto. Seu fator de cura lhe permite sanar uma incrível quantidade de danos, como ferimentos que atingem grandes extensões de seu corpo.[carece de fontes?]
Como visto em Batman: The Brave and the Bold, parece que ele também tem algum poder de manipulação de matéria em nível molecular. Seus poderes podem ser aumentados por outros dispositivos mágicos, como a Coroa de Chifres. Etrigan detém uma perspectiva sobre religião e outros conhecimentos secretos ou proibidos.[carece de fontes?]

### Jason Blood
Jason Blood é um homem amaldiçoado com vida eterna, envolvido numa guerra perpétua contra sua maligna fera interior. Desde a queda de Camelot, Blood roda o mundo, servindo como hospedeiro de uma criatura infernal. Hoje, ele trabalha como demonólogo, consultor da polícia e de super-heróis em casos de que envolvem magia, mas poucos sabem que dentro dele, Etrigan sempre vigilante aguarda para a ação. Um ser cuja conexão mortal remonta aos tempos do Rei Artur e ao reino mítico de Camelot. No ano 560, após uma vida de aventuras, a visão do Rei Artur de uma Inglaterra livre da ganância e da injustiça feneceu em sangrenta guerra civil instigada por sua meia-irmã, Morgana Le Fey,
E o filho, Mondred.

### Limitações
Etrigan tem todas as fraquezas associadas a um demônio, incluindo vulnerabilidade ao ferro e aos poderes sagrados. Além disso, quando o Arqueiro Verde disparou uma "flecha extintora de incêndio" em sua boca, Batman disse a Etrigan que a dor só passaria quando o demônio se transformasse em Jason Blood.
Apesar de seu vasto conhecimento sobre magia, Etrigan encontra-se abaixo de seu pai, Belial, e seu meio-irmão, o Mago Merlin, e também é vulnerável àqueles poderosos o bastante para controlá-lo, como é o caso de Morgana Le Fey.